# WSNO-FM
WSNO-FM (97,9 FM ; « The Penguin ») est une station de radio sous licence à Au Sable, New York, et desservant le marché radiophonique de Burlington-Plattsburgh-Lac Champlain. La station appartient à Great Eastern Radio, LLC. WSNO-FM diffuse un format de Adult hits (en), diffusé simultanément avec WSNO (AM) (en) (1450 AM et 105,7 FM) à Barre.

## Histoire
La station a été autorisée pour la première fois au début de 2009 sous le nom de WYME. Au début, elle n'offrait pas de programmation à horaire régulier et le propriétaire fondateur Radioactive, LLC (en) avait déjà mis la station en vente. L'indicatif d'appel a été changé pour WZXP le 11 décembre 2009 ; le 23 juillet 2010, la station a signé avec un format album-oriented rock/Adult album alternative (en) programmé par Diane Desmond et Russ Kinsley, dont Album Station la programmation avait été entendue sur WCLX (en) jusqu'en 2009.
Le 23 juin 2015, le propriétaire de la station Radioactive, LLC a déposé une demande auprès de la FCC pour une autorité temporaire spéciale pour que le WZXP de l'époque garde le silence, déclarant que la station a cessé ses ondes le 19 juin 2015 en raison de la perte de sa source de programmation. La demande a été acceptée par la FCC le 9 juillet.
Depuis le 15 juillet 2015, les programmeurs de musicheads.us Russ Kinsley et Diane Desmond produisent toujours leur format d'album rock classique Album Station (album adulte alternatif (en)) en ligne et ont noté sur leur site web que le format ne peut plus être entendu au 97.9 FM.

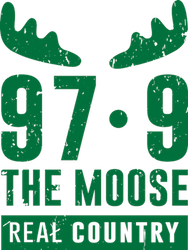
Logo de 2017 à 2021

Le 12 juillet 2016, WZXP est revenu à l'antenne avec un format de musique country classique (en) sous le nom de 97.9 The Moose.
Les lettres d'appel ont été changées en WLUP le 19 mars 2018. Les indicatifs d'appel WLUP et WLUP-FM étaient auparavant utilisés par la station de radio de Chicago WCKL avant sa vente en 2018 à Educational Media Foundation (en) par Merlin Media ; le PDG de cette société, Randy Michaels (en), possède Radioactive, LLC. Le 3 avril 2018, Cumulus Media a annoncé son acquisition de l'indicatif d'appel WLUP de Merlin Media dans le cadre de son achat d'une autre station de Chicago, WKQX (en), avec l'intention de déplacer l'indicatif d'appel vers une station appartenant à Cumulus ; en juin 2018, Cumulus a demandé le transfert des lettres d'appel WLUP (en) vers la banlieue de Minneapolis, la station d'Au Sable supposant de nouvelles lettres d'appel WXMS. Le changement est entré en vigueur le 12 juin 2018.
Le 1er octobre 2021, WXMS a abandonné le format country classique Moose et a commencé à jouer de la musique de Noël; le changement a eu lieu après que Great Eastern Radio, dans le cadre d'un achat de 99,999,99 $ de la station de Radioactive, LLC, a remplacé Loud Media comme opérateur de WXMS. Le 1er janvier 2022, la station a lancé un format Adult hits (en) sous le nom de The Penguin, diffusé simultanément avec WSNO (AM) (en), propriété de Great Eastern Radio, à Barre; l'indicatif d'appel a été changé pour WSNO-FM. Les trois membres initiaux du personnel des ondes de WSNO travaillaient auparavant à WXXX. La vente à Great Eastern Radio a été conclue le 19 janvier 2022.